# Pallacanestro alle Universiadi
I tornei di pallacanestro alle Universiadi sono stati organizzati dal 1959. Il torneo maschile si è svolto dalla prima edizione, mentre quello femminile dall'edizione successiva del 1961. 

## Torneo maschile
| Edizione | Oro                 | Argento          | Bronzo              |
| -------- | ------------------- | ---------------- | ------------------- |
| 1959     | Unione Sovietica    | Italia           | Cecoslovacchia      |
| 1961     | Unione Sovietica    | Bulgaria         | Cecoslovacchia      |
| 1963     | Brasile             | Cuba             | Perù                |
| 1965     | Stati Uniti         | Unione Sovietica | Ungheria            |
| 1967     | Stati Uniti         | Corea del Sud    | Brasile             |
| 1970     | Unione Sovietica    | Stati Uniti      | Cuba                |
| 1973     | Stati Uniti         | Unione Sovietica | Brasile             |
| 1977     | Stati Uniti         | Unione Sovietica | Cecoslovacchia      |
| 1979     | Stati Uniti         | Jugoslavia       | Cuba                |
| 1981     | Stati Uniti         | Unione Sovietica | Jugoslavia          |
| 1983     | Canada              | Jugoslavia       | Stati Uniti         |
| 1985     | Unione Sovietica    | Stati Uniti      | Canada              |
| 1987     | Jugoslavia          | Stati Uniti      | Spagna              |
| 1989     | Stati Uniti         | Unione Sovietica | Germania Ovest      |
| 1991     | Stati Uniti         | Canada           | Unione Sovietica    |
| 1993     | Stati Uniti         | Canada           | Cina                |
| 1995     | Stati Uniti         | Giappone         | Canada              |
| 1997     | Stati Uniti         | Canada           | Brasile             |
| 1999     | Stati Uniti         | Jugoslavia       | Spagna              |
| 2001     | Jugoslavia          | Cina             | Stati Uniti         |
| 2003     | Serbia e Montenegro | Russia           | Canada              |
| 2005     | Stati Uniti         | Ucraina          | Serbia e Montenegro |
| 2007     | Lituania            | Serbia           | Canada              |
| 2009     | Serbia              | Russia           | Stati Uniti         |
| 2011     | Serbia              | Canada           | Lituania            |
| 2013     | Russia              | Australia        | Serbia              |
| 2015     | Stati Uniti         | Germania         | Russia              |
| 2017     | Lituania            | Stati Uniti      | Lettonia            |
| 2019     | Stati Uniti         | Ucraina          | Australia           |
| 2023     | Rep. Ceca           | Brasile          | Stati Uniti         |
| 2025     | Brasile             | Stati Uniti      | Lituania            |

## Torneo femminile
| Edizione | Oro              | Argento             | Bronzo         |
| -------- | ---------------- | ------------------- | -------------- |
| 1961     | Bulgaria         | Unione Sovietica    | Cecoslovacchia |
| 1965     | Unione Sovietica | Cecoslovacchia      | Ungheria       |
| 1967     | Corea del Sud    | Giappone            | Francia        |
| 1970     | Unione Sovietica | Cecoslovacchia      | Cuba           |
| 1973     | Unione Sovietica | Stati Uniti         | Corea del Nord |
| 1977     | Unione Sovietica | Stati Uniti         | Bulgaria       |
| 1979     | Stati Uniti      | Cuba                | Canada         |
| 1981     | Unione Sovietica | Stati Uniti         | Romania        |
| 1983     | Stati Uniti      | Romania             | Jugoslavia     |
| 1985     | Unione Sovietica | Stati Uniti         | Jugoslavia     |
| 1987     | Jugoslavia       | Unione Sovietica    | Cina           |
| 1991     | Stati Uniti      | Spagna              | Canada         |
| 1993     | Cina             | Cuba                | Stati Uniti    |
| 1995     | Italia           | Stati Uniti         | Giappone       |
| 1997     | Stati Uniti      | Cuba                | Rep. Ceca      |
| 1999     | Spagna           | Stati Uniti         | Russia         |
| 2001     | Stati Uniti      | Cina                | Rep. Ceca      |
| 2003     | Cina             | Italia              | Russia         |
| 2005     | Stati Uniti      | Serbia e Montenegro | Australia      |
| 2007     | Australia        | Russia              | Polonia        |
| 2009     | Stati Uniti      | Russia              | Australia      |
| 2011     | Stati Uniti      | Taipei cinese       | Australia      |
| 2013     | Stati Uniti      | Russia              | Australia      |
| 2015     | Stati Uniti      | Canada              | Russia         |
| 2017     | Australia        | Giappone            | Taipei cinese  |
| 2019     | Australia        | Stati Uniti         | Portogallo     |
| 2023     | Cina             | Giappone            | Finlandia      |
| 2025     | Cina             | Stati Uniti         | Ungheria       |